# Renate Rheineck
Renate Rheineck (geboren 21. Februar 1951) ist eine deutsche Richterin.

## Ausbildung
Nach dem Abitur studierte Renate Rheineck Rechtswissenschaften. 
Sie promovierte 1978 mit summa cum laude über das Thema Fälschungsbegriff und Geistigkeitstheorie. Ihre Große Juristische Staatsprüfung legte sie mit der Note vollbefriedigend ab.

## Beruflicher Werdegang
Im Februar 1980 begann Renate Rheineck ihre Laufbahn im höheren Justizdienst Hamburgs. 1983 wurde sie zur Richterin am Landgericht Hamburg ernannt.
Gleich zu Beginn ihrer Laufbahn arbeitete sie als Referentin im Prüfungsamt und später mehrere Jahre im Bereich der Rechtspolitik in der Justizbehörde, zuletzt dann als Personalreferentin. Dabei bewegte sie sich in öffentlich-rechtlichen Rechtsgebieten wie Beamtenrecht, Richterrecht und wegen der Zuständigkeit für den Richterwahlausschuss auch mit Verfassungsrecht.
Sie wurde 1997 zur Vorsitzenden Richterin am Landgericht Hamburg und am 15. November 2005 zur Vizepräsidentin des Gerichts befördert.
2009 schlug der Senat der Bürgerschaft Renate Rheineck für das Amt eines vertretenden Mitglieds am Hamburgischen Verfassungsgericht vor. Sie wurde mit der erforderlichen Mehrheit gewählt.

## Publikationen
Fälschungsbegriff und Geistigkeitstheorie. (= Schriften zum Strafrecht. Band 32). Berlin, Duncker & Humblot, 1979, ISBN 978-3428045020.